# Памятник И. А. Бунину (Москва)
Памятник писателю, лауреату Нобелевской премии И. А. Бунину установлен в Москве на Поварской улице.

## История
Идея установки памятника Бунину была предложена ассоциацией «Бунинское наследие» и поддержана департаментом культуры столицы, Москомархитектурой и Москомнаследием «в целях увековечения памяти лауреата Нобелевской премии, внёсшего крупный вклад в отечественную и мировую литературу». Памятник был создан скульптором Александром Бургановым, автором памятника Бунину в Воронеже, и архитектором Виктором Пасенко. Скульптура писателя выполнена из бронзы и установлена на невысоком гранитном постаменте. Иван Бунин изображён стоящим со сложенным плащом в руках и смотрящим вдаль в спокойной аристократической позе. Место установки памятника — около дома № 26 по Поварской улице — выбрано не случайно: именно здесь жил Бунин в Москве перед тем, как навсегда эмигрировать из России во Францию. На фасаде дома ещё 11 декабря 1993 г. была установлена памятная табличка.
Памятник был передан в дар Москве музеем классического и современного искусства «Бурганов-центр». Открытие памятника состоялось 22 октября 2007 г. и было приурочено к 137-й годовщине со дня рождения писателя.